# Oxyaenidae
Az Oxyaenidae a kihalt Creodonta rend egyik családja.

## Tudnivalók
Az első Oxyaenidák Észak-Amerika területén, a késő paleocén korban jelentek meg, később az eocén korban átvándoroltak Eurázsiába is. A családba tartozó állatok teste macskaszerű volt, és az egész talpuk felületét használták a járásban, eltérően a mai ragadozóktól (Carnivora), amelyek a lábujjukon járnak. A mai ragadozók közül csak a medvefélék és a mosómedvefélék járnak a talpukon. Koponyáik rövidek és szélesek voltak. Mély állkapcsaikban a fogazat zúzásra és nem vágásra volt alkalmas.
A család fajai ragadozó életmódot folytattak. Táplálékuk madarak, kisebb emlősök, tojások és rovarok voltak. A kisebb fajok maradványai arra utalnak, hogy a fára is képesek voltak mászni.

## Rendszerezés
A családba 3 alcsalád és 11 nem tartozik. Még nem tisztázott, ha a Machaeroidinae alcsalád ebbe a családba tartozik-e vagy a Hyaenodontidae családhoz.
- Ambloctoninae
  - Ambloctonus
  - Dipsalodon
  - Dormaalodon
  - Palaeonictis
- Oxyaeninae
  - Dipsalidictis
  - Malfelis
  - Oxyaena
  - Patriofelis
  - Protopsalis
  - Sarkastodon
- Tytthaeninae
  - Tytthaena
- ?Machaeroidinae
  - Apataelurus
  - Machaeroides